# Юліус Кюн
Юліус Кюн (нім. Julius Kühn, нар. 1 квітня 1993, Дуйсбург, Німеччина) — німецький гандболіст, бронзовий призер Олімпійських ігор 2016 року, чемпіон Європи.

## Виступи на Олімпіадах
| Олімпіада           | Дисципліна | Місце |
| ------------------- | ---------- | ----- |
| Ріо-де-Жанейро 2016 | гандбол    | 3     |

## Зовнішні посилання
- Юліус Кюн — олімпійська статистика на сайті Sports-Reference.com (англ.) (архівна версія)